# Univers de Fondation
Portail de la science-fiction · Portail de la littérature
L'univers de Fondation est l'univers de fiction dans lequel se déroulent la majorité des romans d'Isaac Asimov. C'est un univers de science-fiction qui tourne principalement autour de la Terre, de l'Empire galactique et de Fondation. Isaac Asimov y fait mention dans la postface de Fondation foudroyée.

## Organisations
Isaac Asimov a souvent mis en scène dans ses œuvres des organisations diverses, de fédérations inspirées des États-Unis à un Empire calqué sur l'Empire romain, en passant par des organisations internationales influencées par l'Organisation des Nations unies et des entreprises futuristes.

### Bureau interstellaire d'Analyse spatiale
Le B.I.A.S. est une organisation internationale active à l'époque de l'Empire trantorien, aux environs du treizième millénaire de l'Ère commune, à l'époque des Courants de l'espace. Il est inspiré de l'Organisation des Nations unies et se définit comme une agence interstellaire politiquement neutre au service de l'Humanité. Néanmoins, il est fortement influencé par Trantor qui souscrit les deux tiers de son budget annuel. Pour assurer ses objectifs, le Bureau envoie depuis son Quartier général central des délégations, représentants et agents locaux ou encore des enquêteurs. Il disparut certainement quand Trantor imposa l'hégémonie galactique, quelques siècles plus tard.

### Trantor pré-impériale
Environs un millénaire avant l’Ère galactique, le Royaume de Trantor fonda avec quatre autres mondes la République trantorienne. En cinq cents ans, la République se transforma en Confédération puis en Empire, absorbant militairement plus de la moitié de la Galaxie à l'époque des Courants de l'espace et leur imposant ainsi la Pax trantorica. L'Empire trantorien perdura pour quelques siècles encore, avant d'imposer l'hégémonie galactique.

### Empire galactique
L'Empire galactique est le successeur de l'Empire trantorien une fois qu'il eut absorbé toute la Galaxie. Sa date de naissance retenue est le point de départ de l’Ère impériale, le couronnement de Franken Ier, premier Empereur de la traditionnelle Dynastie Kamble. C'est un Empire fortement unitaire, subdivisé et centralisé autour de sa planète-capitale Trantor, métropole de 40 milliards d'habitants. Son régime politique est une monarchie éclairée. À son apogée, il gouverna un trillion de personnes dispersées sur 25 millions de mondes. À partir de l'an 11 800 de l’Ère impériale, il entra dans une période de déclin impossible à stopper. Il se décentralisa progressivement et son unité fut violemment mis à mal, comme lors des Rébellions de Santanni, en 12 058, jusqu'à ce que cette décentralisation atteigne son paroxysme avec les sécessions de ses Provinces extérieures et leurs constitution en Royaumes indépendants, à partir de la déclaration d'indépendance du Royaume de Smyrno, en 12 118. Il est composé de quatre Quadrants, eux-mêmes divisés en Secteurs, Provinces, Préfectures et planètes, dont celles de plus de 500 millions d'habitants obtiennent la dignité de Province, à ne pas confondre avec les subdivisions galactiques du même nom. Ces territoires sont gouvernées par des Vice-rois, représentants directs de l'Empereur, ou par des Gouverneurs royaux. En période de conflit, des Gouverneurs militaires peuvent également les remplacer. Ces subdivisions furent ancrées si profondément dans la galactographie qu'elles survécurent à l'Empire, notamment les Secteurs. Les planètes sont gouvernées par un Conseil planétaire et possèdent parfois leurs propres représentants directs de l'Empereur, les Procurateurs d'Empire. Des Bureaux assurent la nomination des fonctionnaires et la gestion d'affaires spéciales, tel que le Bureau des provinces extérieures. Tous ces fonctionnaires sont sujets au Conseil central, un tribunal de la fonction publique.
L'Empereur de toute la Galaxie est le monarque suprême de l'Empire. Il gouverne l'Empire à vie. Sa succession se fait généralement dans sa famille, ce qui fonda de grandes dynasties. Il est assisté par son Cabinet, qui contresigne ses décrets, son Premier ministre, qu'il nomme lui-même, et de nombreux autres Ministres (Ministre de la Guerre, de la Science, de la Population, etc.).
L'armée a toujours tenu une place importante dans l'Empire, car c'est en grande partie sur elle que repose l'hégémonie galactique instaurée et imposée depuis Trantor. Lors de périodes de crises, comme l'assassinat d'un Empereur, une dictature militaire peut temporairement gouverner l'Empire.
En 12 048, à la suite d'impulsions démocratiques et aristocratiques, le Gouvernement impérial se dota d'un Parlement, la Chambre, composée de 7 500 Conseillers et d'une institution de contrôle, la Commission de Sécurité Publique, composée d'environ cinq Commissaires. Elle eut le contrôle sur l'Empereur et gouverna dans l'ombre l'Empire pendant plusieurs décennies.
Dans les années 12 220, le père de Cléon II, cherchant à renforcer la paix et l'unité de l'Empire, créa à la suite de la signature de la Charte une nouvelle institution aristocratique, le Conseil des Seigneurs, devant être consulté par l'Empereur sur toutes les affaires d'État, tel que le budget.
L'Empire continua de se désagréger et fut probablement absorbé par l'Union des mondes aux environs de 12 518, près de cinquante ans après le Grand Pillage de Trantor qui laissa la Planète impériale en ruines et qui vit le Gouvernement Impérial se déplacer sur Délicass, monde agricole renommé par la suite Neotrantor.

### Première Fondation (Fondation de l'Encyclopédie et Fédération de la Fondation)
En l'an 12 069, Hari Seldon signe une charte avec l'Empereur qui l'autorise à installer son organisation scientifique, la Fondation de l'Encyclopédie, sur la planète Terminus, domaine privé de l'Empereur. Son objectif est alors de rédiger une encyclopédie rassemblant l'ensemble du savoir humain. Elle parvient en près d'un demi-millénaire, grâce au plan Seldon, à surmonter les Crises Seldon et à former une Fédération, la Fédération de la Fondation, englobant près de la moitié de la Galaxie.
La Fédération de la Fondation naît à la suite de la guerre stettinienne, en 378 E.F. Elle est régie par une constitution qui garantit notamment la protection des libertés fondamentales de ses citoyens, une séparation souple de ses pouvoirs et une protection des droits de ses hauts fonctionnaires - notamment par le biais d'une immunité diplomatique. Le Conseil, dont les membres sont élus aléatoirement par les circonscriptions de la Fondation, dirige la Fédération avec le Maire, chef d'État et de gouvernement, qu'il élit et destitue. La Chambre des mondes, aux pouvoirs très limités, est composée de représentants élus des mondes de la Fédération. Il existe un statut spécial pour les États souhaitant collaborer avec la Fédération sans perdre leur indépendance (comme Comporellon), le statut de Puissance associée à la Fédération de la Fondation.

### Association des Marchands Indépendants
L'Association des Marchands Indépendants est une alliance commerciale et stratégique de Marchands indépendants descendants de la Fondation. Elle est créée au deuxième siècle de l’Ère de la Fondation.
Près de 150 ans plus tard, à l'époque du Mulet, elle rassemble vingt-sept colonies d'anciens Marchands indépendants. Elles décidèrent d'approfondir leur union à cause de la méfiance que leur inspirait leur monde d'origine, la Fondation. L'Association décida donc de siéger en assemblée, et entra dans une période de négociations préliminaires compliquées. Elle choisit comme lieu de réunion de la Convention des Marchands Radole, un monde faible. Les Conseils des Marchands, composés de 500 délégués, furent convoquée dans le Hall Central de Radole, mais la guerre du Mulet imposa l'arrêt des négociations et le Conseil ne se réunit pas.
Finalement, tous les mondes marchands indépendants tombèrent aux mains du Mulet et furent intégrés à l'Union des mondes. Quand ils en firent sécession quelques années plus tard, ils se réintégrèrent à la Fondation.
Les mondes marchands indépendants connus sont Horleggor, Iss, Mnémon, Port et Radole.

### Union des mondes
L'Union des mondes est l'organisation galactique mise en place après l'avènement du Mulet.